# Jeffery Deaver
Jeffery Deaver (sinh ngày 6 tháng 5 năm 1950) là một cựu nhà báo, luật sư và ca sĩ hát nhạc dân gian Mỹ. Trong sự nghiệp văn chương của mình, ông đã sáng tác hơn 20 cuốn tiểu thuyết, các tác phẩm của được bán tại hơn 150 quốc gia và được dịch ra 25 ngôn ngữ khác nhau.
Ông đã giành được Giải Steel Dagger thường niên của hiệp hội các tác giả hình sự Anh cho tiểu thuyết phiêu lưu/ li kì hay nhất trong năm, Giải độc giả Ellery Queen, Giải British Thumping Good Read, Giải Anthony, và đề cử giải Edgar của tổ chức Các tác giả viết truyện trinh thám Mỹ.

## Tác phẩm

### Tiểu thuyết

#### Bộ ba Rune
1. Manhattan Is My Beat (1988)
2. Death of a Blue Movie Star (1990)
3. Hard News (1991)

#### Bộ truyện John Pellam (Location Scout)
1. Shallow Graves (1992)
2. Bloody River Blues (1993)
3. Hell's Kitchen (2001)

#### Bộ truyện Thanh traLincoln Rhyme
1. The Bone Collector (Kẻ tầm xương, 1997)
2. The Coffin Dancer (Vũ điệu của thần chết, 1998)
3. The Empty Chair (Cái ghế trống, 2000)
4. The Stone Monkey (Thạch hầu, 2002)
5. The Vanished Man (Kẻ biến mất, 2003) (có sự xuất hiện của Parker Kincaid)
6. The Twelfth Card (Lá bài thứ 12, 2005) (có sự xuất hiện của Parker Kincaid)
7. The Cold Moon (Trăng lạnh, 2006) (giới thiệu Kathryn Dance)
8. The Broken Window (Dữ liệu tử thần, 2008)
9. The Burning Wire (Lưới điện tử thần, 2010)
10. The Kill Room (Buồng khử, 2013)
11. The Skin Collector (Kẻ tầm da, 2014)
12. The Steel Kiss (Nụ hôn lạnh lẽo, 2016)
13. The Burial Hour (Thời Khắc Sinh Tử, 2017)
14. The Cutting Edge (Kim Cương Đoạt Mạng), 2018)
15. The Midnight Lock (Kẻ Phá Khóa, 2021)
16. The Watchmaker's Hand (Bàn Tay Thợ Đồng Hồ, 2023)

#### Bộ truyện Kathryn Dance
1. The Sleeping Doll (Búp bê đang ngủ, 2007) (có sự xuất hiện ngắn ngủi của Lincoln Rhyme)
2. Roadside Crosses (Cây thập tự ven đường, 2009)
3. The Death Melody (Giai điệu của thần chết, 2012) (có sự xuất hiện ngắn ngủi của Lincoln Rhyme)
4. Solitude Creek (Nỗi kinh hoàng ở Solitude Creek, 2015)

#### Bộ truyện Colter Shaw
1. The Never Game (Màn Chơi Tử Thần, 2019)
2. The Goodbye Man (2020)
3. The Final Twist (2021)
4. Hunting time (2022)

#### Bộ truyệnJames Bond(đóng góp)
- Carte Blanche (2011)

#### Tiểu thuyết đơn
- Mistress of Justice (1992)
- The Lesson of Her Death (1993)
- Praying for Sleep (1994)
- A Maiden's Grave (1995)
- The Devil's Teardrop (Giọt lệ quỷ, 1999)
- Speaking in Tongues (2000)
- The Blue Nowhere (Sát nhân mạng, 2001)
- Garden of Beasts (Hang dã thú, 2004)
- The Chopin Manuscript (2008)
- The Bodies Left Behind (2008)
- Edge (Lá bài chủ,2010)
- The October List (2013)

### Tuyển tập truyện
- A Confederacy of Crime (2001)
- Twisted (Lật bàn, 2003)
- More Twisted (2006) (có một câu chuyện về Lincoln Rhyme)
- Trouble in Mind (2014) (có một câu chuyện về Lincoln Rhyme, Kathryn Dance, John Pellam